# Even Yehuda
Even Yehuda (hebreiska: אבן יהודה) är en ort i Israel.   Den ligger i distriktet Centrala distriktet, i den norra delen av landet. Even Yehuda ligger 49 meter över havet och antalet invånare är 9 282.
Terrängen runt Even Yehuda är platt. Runt Even Yehuda är det mycket tätbefolkat, med 1 135 invånare per kvadratkilometer. Närmaste större samhälle är Netanya, 7,5 km norr om Even Yehuda. Omgivningarna runt Even Yehuda är en mosaik av jordbruksmark och naturlig växtlighet.